# Ceriscoides parvifolia
Ceriscoides parvifolia är en måreväxtart som beskrevs av Azmi. Ceriscoides parvifolia ingår i släktet Ceriscoides och familjen måreväxter.
Artens utbredningsområde är Andamanerna. Inga underarter finns listade i Catalogue of Life.